# Фистикагаджи (станція метро)
41°01′41″ пн. ш. 29°01′43″ сх. д. / 41.028180725503° пн. ш. 29.028550276395° сх. д.
Фистикагаджи́ (тур. Fıstıkağacı) — станція лінії М5 Стамбульського метро в Ускюдар. Відкрита 15 грудня 2017 року разом з восьми іншими станціями у черзі Ускюдар - Яманевлер.
Розташована під проспектом Джумхурієт в Іджадіє, Ускюдар
Пересадки
- автобуси[2]:2, 9, 9Ç, 9Ş, 9Ü, 9ÜD, 11A, 11BE, 11C, 11D, 11E, 11EK, 11ES, 11G, 11K, 11L, 11M, 11N, 11ST, 11T, 11Ü, 11Ü, 11ÜS, 11Y, 12A, 12ÜS, 139, 139A, 320, D1
- маршрутки: Ускюдар — Алемдаг, Ускюдар — Есатпаша, Ускюдар — Тавукчуйолу Джд. — Алемдаг.

Конструкція — станція закритого типу мілкого закладення, має острівну платформу та дві колії.